# Anders Lönn (bibliotekarie)
Anders Lönn, född 5 mars 1943 i Stockholm, död 13 maj 2009 i Saltsjöbaden, var en svensk musikforskare, biblioteksman och överbibliotekarie.
Lönn studerade moderna språk, filosofi och musikvetenskap vid Uppsala universitet på 1960-talet och anställdes vid Svenskt musikhistoriskt arkiv 1965. Som överbibliotekarie vid Kungliga Musikaliska Akademiens bibliotek (senare Statens musikbibliotek) tillträdde Lönn år 1980, en tjänst han innehade fram till sin död. Dessutom blev han år 1983 invald som ledamot i Kungliga Musikaliska Akademien.
Lönn var en internationell auktoritet på katalogisering av musikalier och musiklitteratur och hade en rad betydelsefulla uppdrag på området, bl.a. som generalsekreterare för International Association of Music Libraries Archives and Documentation Centres 1974–1983 och därutöver som president i detta samfund 1983–1986. Han var redaktör för recensionsavdelningen på Svensk tidskrift för musikforskning 1967–1971, ledamot i styrelsen för Svenska samfundet för musikforskning 1972–1980 samt medlem i redaktionsgruppen för Sohlmans musiklexikon 1974–1979.
Anders Lönn är gravsatt i minneslunden på Nacka norra kyrkogård.